# Arno (motorfiets)
Arno en Red Arno zijn historische Britse merken van motorfietsen van dezelfde fabrikant.
De bedrijfsnaam was: Arno Motor Co., Coventry.
Arno begon in 1906 motorfietsen te produceren met 249-, 348- en 499 cc zijklep-eencilinders van 3- en 3½ pk. Ze hadden een kettingaangedreven Bosch-ontstekingsmagneet en carburateurs van Amac of B&B. Ze werden voor het eerst tentoongesteld tijdens de Stanley Show van 1908. In 1912 verscheen een 3½pk-TT-versie, maar die machine was al even verouderd als de andere modellen en had zelfs nog riemaandrijving.
De Arno-motorfietsen vielen op door hun felgeel gespoten tanks, maar het TT-model kreeg in 1914 een felrode kleur en de naam van het merk veranderde toen in "Red Arno". Er kwam nog een 4½pk-versie van de TT maar na 1915 werd er niets meer van het merk vernomen. Dat was niet vreemd: bijna de hele Europese motorfietsindustrie kwam tijdens de Eerste Wereldoorlog - afgezien van oorlogsproductie - stil te liggen.